# Крылов, Сергей Сергеевич
Сергей Сергеевич Крылов (1801—1867) — русский военный деятель, генерал от инфантерии (1866).

## Биография
В службе и офицерских чинах с 1820 года. С 1830 года участник Польской компании и с 1848 года Венгерского похода. В 1843 году произведён в генерал-майоры, председатель Комиссии военного суда при Санкт-Петербургской губернии. С 1846 года командовал Финляндским лейб-гвардии полком.
В 1853 году произведён в генерал-лейтенанты с назначением начальником 3-й Гренадёрской дивизии. С 1862 года  Санкт-Петербургский военный комендант. В 1866 году произведён в генералы от инфантерии.
В 1840 году был награждён орденом Святого Георгия 4-й степени за выслугу лет. Был награждён всеми орденами вплоть до ордена Святого Александра Невского пожалованного ему в 1864 году.

## Примечание
1. ↑  Список генеральских чинов российской императорской армии и флота. Дата обращения: 16 июля 2018. Архивировано 9 ноября 2018 года.
2. ↑  Список генералам по старшинству по 17 марта 1844 г
3. ↑  Военный орден Святого Великомученика и Победоносца Георгия. Именные списки 1769—1920. Биобиблиографический справочник / Отв. составитель В. М. Шабанов. — М.: Русский міръ, 2004. — 928 с. — ISBN 5-89577-059-2.
4. ↑  Пономарёв В. П., Шабанов В. М. Кавалеры Императорского ордена Святого Александра Невского, 1725—1917: биобиблиографический словарь в трёх томах. Том 2. — М., 2009. — С. 315—316. — ISBN 978-5-89577-145-7
5. ↑  Список генералам по старшинству по 1 января 1867 г.—141 с